# 116 (liczba)
116 (sto szesnaście) – liczba naturalna następująca po 115 i poprzedzająca 117.

## W matematyce
- 116 jest liczbą deficytową[1]
- 116 jest liczbą przylegającą[2]
- 116 jest liczbą niebędącą rozwiązaniem funkcji Eulera (ang. nontotient)[3]
- 116 jest palindromem liczbowym, czyli może być czytana w obu kierunkach, w pozycyjnym systemie liczbowym o bazie 28 (44)
- 116 należy do pięciu trójek pitagorejskich (80, 84, 116), (87, 116, 145), (116, 837, 845), (116, 1680, 1684), (116, 3363, 3365).

## W nauce
- liczba atomowa liwermoru (Lv)
- galaktyka NGC 116
- planetoida (116) Sirona
- kometa krótkookresowa 116P/Wild

## W kalendarzu
116. dniem w roku jest 25 kwietnia (w latach przestępnych jest to 24 kwietnia). Zobacz też co wydarzyło się w roku 116, oraz w roku 116 p.n.e.